# El candidat
 El candidat (títol original en anglès: The Candidate) és una pel·lícula estatunidenca de Michael Ritchie, estrenada el 1972. Ha estat doblada al català.

## Argument
En el transcurs de les eleccions senatorials a Califòrnia s'enfronten dues concepcions de la política, l'idealisme d'un jove debutant en la política i el cinisme d'un polític amb experiència.

## Repartiment
- Robert Redford: Bill Mc Kay
- Peter Boyle: Marvin Lucas
- Don Porter: Crocker Jarmon
- Allen Garfield: Howard Klein
- Karen Carlson: Nancy Mc Kay
- Michael Lerner: Paul Corliss
- Melvyn Douglas: John Mc Kay
- Quinn Redeker: Rich Jenkins
- Morgan Upton: Henderson
- Christopher Pray: David
- Kenneth Tobey: Floyd J. Starkey
- Joe Miksak: Neil Atkinson

## Al voltant de la pel·lícula
- Natalie Wood (No surt als crèdits) fa una breu aparició on s'implica obertament amb el candidat principiant i idealista. Havia rodat el 1966 amb Robert Redford a Propietat condemnada de Sydney Pollack.

## Premis i nominacions
Premis
- 1973: Oscar al millor guió original per Jeremy Larner

Nominacions
- 1973: Oscar al millor so per Richard Portman i Gene S. Cantamessa